# Dasypeltis sahelensis
Espèce
Dasypeltis sahelensis est une espèce de serpents de la famille des Colubridae.

## Répartition
Cette espèce se rencontre dans le Sahel occidental. Elle est présente au Sénégal, au Mali, au Niger, dans le nord du Nigeria et au Burkina Faso. Il existe aussi une population relique dans l'extrême Sud du Maroc et au Sahara occidental dans la région entre Agdz, Agadir et Ahel Brahimat. Il est peu probable que ces deux populations soient connectées.

## Description
Dasypeltis sahelensis mesure jusqu'à 52 cm pour les mâles et jusqu'à 62 cm pour les femelles. Son dos est brun clair et présente des taches médianes brun-gris foncé ou noirâtres du cou jusqu'à la verticale de l'anus, elles alternent avec des zones brun clair ou blanchâtres. Ses flancs sont ornées des mêmes taches sombres mais plus étroites. Sa tête est petite et assez peu distincte du cou. Son museau est arrondi. Ses yeux sont de taille
moyenne et leur pupille est verticale.

## Étymologie
Son nom d'espèce, composé de sahel et du suffixe latin -ensis, « qui vit dans, qui habite », lui a été donné en référence à sa large répartition en zone sahélienne.

## Publication originale
- Trape & Mané, 2006 : Le genre Dasypeltis Wagler (Serpentes : Colubridae) en Afrique de l’Ouest : description de trois espèces et d’une sous-espèce nouvelles. Bulletin de la Société Herpétologique de France, vol. 119, p. 27-56 (texte intégral).